# Paul Maas
Paul Maas, Paulus Johannes Maria Maas, född den 27 februari 1939 i Arnhem, är en nederländsk botaniker som är specialiserad på den neotropiska regionens flora.
Maas har identifierat och namngivit omkring 250 arter från Burmanniaceae, Costaceae, Gentianaceae (Gentianaväxter), Haemodoraceae (Kängurutassväxter), Musaceae (Bananväxter), Olacaceae, Triuridaceae och Zingiberaceae (Ingefärsväxter). Kirimojaväxter och saprotrofiska växter i neotropiska regionen, som Burmanniaceae, är också två stora forskningsområden.
Auktorsnamnet Maas kan användas för Paul Maas i samband med ett vetenskapligt namn inom botaniken; se Wikipediaartiklar som länkar till auktorsnamnet.